# Nguyễn Hai Long
Nguyễn Hai Long (sinh ngày 27 tháng 8 năm 2000) là một cầu thủ bóng đá chuyên nghiệp người Việt Nam hiện đang thi đấu ở vị trí tiền vệ cho câu lạc bộ V.League 1 Hà Nội và đội tuyển bóng đá quốc gia Việt Nam.

## Sự nghiệp
Sinh ra tại Quảng Ninh trong một gia đình không ai theo bóng đá, thế nhưng ngay từ nhỏ Hai Long đã luôn thể hiện niềm đam mê với trái bóng và sớm được đào tạo tại Trung tâm bóng đá Viettel. Anh từng cùng Viettel giành ngôi á quân giải U-13 và quán quân U-15 Quốc gia trước khi về tập cho đội trẻ của Than Quảng Ninh vào năm 2015.
Năm 2020, anh chính thức được thi đấu tại Giải bóng đá vô địch quốc gia trong màu áo Than Quảng Ninh với số áo 88.

### Mùa giải 2020
Nguyễn Hai Long được huấn luyện viên Phan Thanh Hùng xếp đá chính trong chuyến làm khách trước Viettel ở vòng 4 V-League 2020. Anh ngay lập tức tạo để lại dấu ấn lớn nhờ sự tự tin, lối chơi bản lĩnh cùng khả năng kiểm soát bóng tốt trong ngày huấn luyện viên Park Hang-seo dự khán. Phong thái đĩnh đạc tiếp tục được Hai Long thể hiện ở trận đấu Than Quảng Ninh làm khách trước Hải Phòng. Anh nhận được nhiều lời khen từ người hâm mộ bởi màn trình diễn khéo léo và thuyết phục, góp phần giúp "đội bóng đất Mỏ" giành chiến thắng trước đối thủ tại vòng 5 V-League 2020.
Nhận xét về học trò của mình, HLV Phan Thanh Hùng cho biết: "Hải Huy chấn thương là thiệt thòi lớn của Than Quảng Ninh. Tuy nhiên, người đảm nhận vị trí của Hải Huy là Hai Long đã hoàn thành khá tốt nhiệm vụ của mình. Tôi tung Hai Long ra sân là đã đặt niềm tin rất lớn vào cậu ấy. Bản lĩnh và sự bình tĩnh chính là tố chất đặc biệt của Hai Long. Sự khác biệt ấy của một cầu thủ, tương tự như Quang Hải hay Công Phượng là điều mà các HLV như tôi không thể nào dạy được".
Sau những màn trình diễn ấn tượng, Nguyễn Hai Long đã được HLV Park Hang-seo triệu tập lên U-22 Việt Nam. Dù đây chỉ là một đợt tập trung nhỏ để chiến lược gia người Hàn Quốc kiểm tra chuyên môn nhưng đó cũng là thành quả xứng đáng cho sự nỗ lực của tiền vệ trẻ này.

### Hà Nội
Tháng 10 năm 2021, sau những thông tin Than Quảng Ninh đứng trước nguy cơ dừng hoạt động, câu lạc bộ Hà Nội đã nhanh chóng chiêu mộ Nguyễn Hai Long với bản hợp đồng có thời hạn 5 năm. Ở đội bóng thủ đô, anh khoác chiếc áo số 14 và sẽ hội quân với các đồng đội mới sau khi cùng U-23 Việt Nam tham dự vòng loại U-23 châu Á 2022.

## Thống kê sự nghiệp

### Quốc tế
| Số | Ngày                | Địa điểm                                       | Đối thủ   | Tỷ số | Kết quả | Giải đấu                        |
| -- | ------------------- | ---------------------------------------------- | --------- | ----- | ------- | ------------------------------- |
| 1. | 9 tháng 12 năm 2024 | Sân vận động Quốc gia Lào mới, Viêng Chăn, Lào | Lào       | 1–0   | 4–1     | Giải vô địch bóng đá ASEAN 2024 |
| 2. | 5 tháng 1 năm 2025  | Sân vận động Rajamangala, Băng Cốc, Thái Lan   | Thái Lan  | 3–2   | 3–2     | Giải vô địch bóng đá ASEAN 2024 |
| 3. | 19 tháng 3 năm 2025 | Sân vận động Gò Đậu, Bình Dương, Việt Nam      | Campuchia | 1–0   | 2–1     | Giao hữu                        |
| 4. | 25 tháng 3 năm 2025 | Sân vận động Gò Đậu, Bình Dương, Việt Nam      | Lào       | 4–0   | 5–0     | Vòng loại Asian Cup 2027        |

## Danh hiệu
Hà Nội
- Giải vô địch Quốc Gia: 2022
- Cúp Quốc gia: 2022
- Siêu cúp Quốc gia: 2022

U-23 Việt Nam
- Huy chương vàng Đại hội Thể thao Đông Nam Á: 2021

Việt Nam
- Giải vô địch bóng đá ASEAN: 2024